# Gaumata

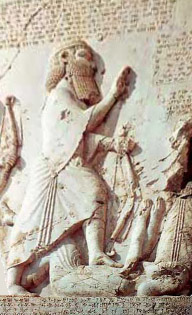
Gaumata onder Darius' voet in de Behistuninscriptie

Gaumata was de vermeende oplichter die in 522 v.Chr. een korte tijd Perzische koning was door zich voor te doen als Bardiya, de zoon van Cyrus de Grote en jongere broer van de geestelijk labiele Cambyses II.

## Darius' versie van Behistun
Volgens de overlevering zou Bardiya in het geheim zijn vermoord door zijn oudere broer Cambyses. Toen Cambyses zich in Egypte bevond na dit veroverd te hebben, zou de magus Gaumata van diens afwezigheid gebruik hebben gemaakt door zich voor te doen als Bardiya en in 522 v.Chr. de macht te grijpen. Cambyses zou zijn gestorven op de terugweg naar Susa, waarna Bardiya zeker was van het koningschap. Hij maakte zich onder het volk populair door drie jaar vrijstelling van krijgsdienst en van belastingen af te kondigen. Darius kende de waarheid echter en vermoordde de pseudo-Smerdis met de zegen van de god Ahuramazda en de hulp van zes medestanders. Volgens de Behistuninscriptie dreef Darius Gaumata naar het fort Sikayauvatish in de provincie Nisaya in Medië en doodde hem daar. Naast Gaumata onder Darius voet, zijn er nog acht 'leugenkoningen' gebonden en werd er rechts een overwonnen Scythische koning uit Centraal Azië aan toegevoegd, waar de eerste Elamitische versie van de tekst plaats voor moest maken. Daarom kwam er een tweede Elamitische versie linksonder, een Oud-Perzische versie rechts daarvan en ten slotte een Babylonische versie links van het reliëf.
Deze versie was populair in de oudheid en bekend in meerdere versies, onder meer van Darius zelf via de Behistuninscriptie, van Herodotus en van Ctesias. Tegenwoordig wordt deze versie echter sterk in twijfel getrokken en wel gezien als een poging van Darius om zijn machtsovername te rechtvaardigen.

## Herodotus' versie
Herodotus schrijft uitgebreid over de kwestie in zijn Historiën (III, 61-79). Daar heeft Gaumata alleen een andere naam: Smerdis en zijn broer, ook magus, was Patizeithes. Patizeites kwam met het plan, dat Smerdis (toevallig dezelfde naam) zich voor kon doen als Smerdis, Cambyses' broer. Patizeites was comptroller of Cambyses's household en wist dat Cambyses' broer vermoord was. Cambyses had zelf vanuit Egypte Prexaspes de opdracht gegeven in Perzië zijn broer te vermoorden, omdat hij gedroomd had dat Smerdis uit was op zijn troon. Uiteindelijk bleek het visioen te kloppen, maar was het de magus Smerdis, die bovendien op Cambyses' broer leek, die op zijn troon zat. Cambyses kwam er voor zijn eigen dood achter, dat hij zonder reden zijn eigen broer had laten ombrengen. Cambyses liet dat ook aan de hooggeplaatsten weten, maar zij vertrouwden zijn verhaal niet en geloofden liever dat Cambyses' broer werkelijk een machtsgreep had ondernomen. Pas na acht maanden werd er aan getwijfeld of de zittende koning wel Cambyses' broer was, want hij ontving de hooggeplaatsten niet persoonlijk en kwam de citadel niet uit. Otanes, een van de zeven samenzweerders, die de twee magi ten val wilden brengen, wist bewijs te krijgen via zijn dochter Phaedima, die het bed deelde met de koning, dat er een leugenaar op de troon zat: hij miste immers zijn oren. Nog tijdens het leven van Cyrus II had Smerdis de magiër als straf voor een zwaar misdrijf zijn oren verloren.
Prexaspes wilde niet doorgaan voor de moordenaar van Cambyses' broer en deed ook net of werkelijk Smerdis, een zoon van Cyrus, op de troon zat. De magiërs overlaadden hem met geschenken en vroegen hem aan het volk vanaf een toren nog eens te bevestigen dat het werkelijk Smerdis, de broer van Cambyses was, die op de troon zat. Maar dit keer vertelde Prexaspes de waarheid en stortte zich daarna van de toren. Bijna tegelijk stormden de zeven samenzweerders (Otanes, Intaphernes, Gobryas, Megabyzus, Aspathines, Hydarnes en Darius), zonder kennis van wat zich buiten had voorgedaan, het paleis binnen en doodden de twee magi. Daarna werden bijna alle magi in de stad vermoord en kozen de zes overgebleven samenzweerders, Otanes deed niet mee, wie er van hen koning zou worden. Wiens paard 's morgens het eerste zou hinniken bij het uitrijden zou koning worden en Darius, middels een truc, werd de winnaar: of zijn knecht had zijn hengst 's nachts al naar een merrie in een buitenwijk geleid, of Darius had zelf de geur van een merrie onder de neus van zijn hengst gewreven, waardoor hij hinnikte.

## Ctesias' versie
Ctesias, arts aan het Perzische hof, noemde Gaumata in zijn Persica Spendadates en volgens hem had Spendadates een vergrijp gepleegd en was hij door Tanyoxarces (Bardiya, Cambyses' broer) daarvoor gegeseld. Spendadates vertelde Cambyses echter dat zijn broer een complot tegen hem beraamde. Spendadates leek veel op Tanyoxarces en stelde voor dat hijzelf publiekelijk zou worden onthoofd, omdat hij kwaad had gesproken over de broer van de koning. Maar in werkelijkheid zou Tanyoxarces terecht worden gesteld en Spendadates zou zich hullen in diens mantel. Tanyoxarces werd echter niet onthoofd maar werd vermoord door het drinken van een beker stierenbloed.     

## Kritiek op Darius' versie
Darius liet in zijn inscriptie de datum van Cambyses' dood achterwege. Nadat Cambyses zelf zijn broer Bardiya had gedood, ging hij naar Egypte. Magush Gaumata rebelleerde te Nashirma op de berg Arakatarrish tegen Cambyses door zich uit te geven voor Bardiya. Darius beweerde dat Gaumata zijn rebellie op 11 maart 522 v.Chr. begon en op 1 juli zijn heerschappij vestigde. Daarna zou Cambyses zijn gestorven. 
Volgens private spijkerschriftteksten uit Babylonië was Cambyses vermoedelijk in maart 522 v.Chr. al overleden. Dan zou het niet mogelijk zijn geweest dat Gaumata tegen een regerend koning in opstand zou zijn gekomen. Bardiya zou in juli officieel kunnen zijn gekroond en door Darius uit de weg zijn geruimd om zelf de macht te grijpen. Het verhaal lijkt op het Joodse verhaal van de demon Asmodeus, die middels mantel en ring de plaats en gedaante van koning Salomo overnam, maar de gemaskerde wordt ontmaskerd, omdat de haremvrouwen zijn gespleten voeten ontdekken.